# Pygame
Pygame es un conjunto de módulos del lenguaje Python que permiten la creación de videojuegos en dos dimensiones de una manera sencilla. Está orientado al manejo de sprites.
Gracias al lenguaje, se puede prototipar y desarrollar rápidamente. Esto se puede comprobar en las competiciones que se disputan en línea, donde es cada vez más usado. Los resultados pueden llegar a ser profesionales.
También puede utilizarse para crear otros programas multimedia o interfaces gráficas de usuario. Pygame está basado en la librería SDL (2.24.2 en la versión actual)
Funciona como interfaz de las bibliotecas SDL.